# Souffrance fœtale
Pour les articles homonymes, voir Souffrance (homonymie).
 (août 2024).
Si vous disposez d'ouvrages ou d'articles de référence ou si vous connaissez des sites web de qualité traitant du thème abordé ici, merci de compléter l'article en donnant les références utiles à sa vérifiabilité et en les liant à la section « Notes et références ».
 Mise en garde médicale
La souffrance fœtale n'est pas, comme le laisse croire l'expression, une douleur du fœtus mais une diminution de son oxygénation ou hypoxie fœtale.
L'évaluation de l'oxygénation fœtale est différente au cours de la grossesse et de l'accouchement. L'existence d'une hypoxie est faite en évaluant l'équilibre acido-basique lors du travail et/ou à la naissance.
Durant la grossesse, l'hypoxie fœtale est le plus souvent chronique, et évolue sur plusieurs semaines ou mois. L'appréciation de la gravité de cet état repose sur un certain nombre d'examens médicaux :
- l'enregistrement du rythme cardiaque fœtal (surveillance fœtale), sur lequel on apprécie la survenue ou l'existence d'anomalies du rythme cardiaque fœtale;
- l'échographie fœtale, qui apprécie non seulement les biométries fœtales (une souffrance fœtale chronique entraine habituellement un retard de croissance intra-utérin), mais également les échanges circulatoires entre la mère et le fœtus (doppler des artères utérines) et entre le  placenta et le fœtus (doppler ombilical, doppler cérébral, doppler du canal d'Arantius) ;
- le score de Manning, qui est une appréciation combinée des deux éléments précédents, aboutissant à un score du bien-être fœtal.

La constatation d'une souffrance fœtale chronique, particulièrement si elle s'aggrave, peut indiquer l'arrêt de la grossesse, au prix quelquefois d'une prématurité.

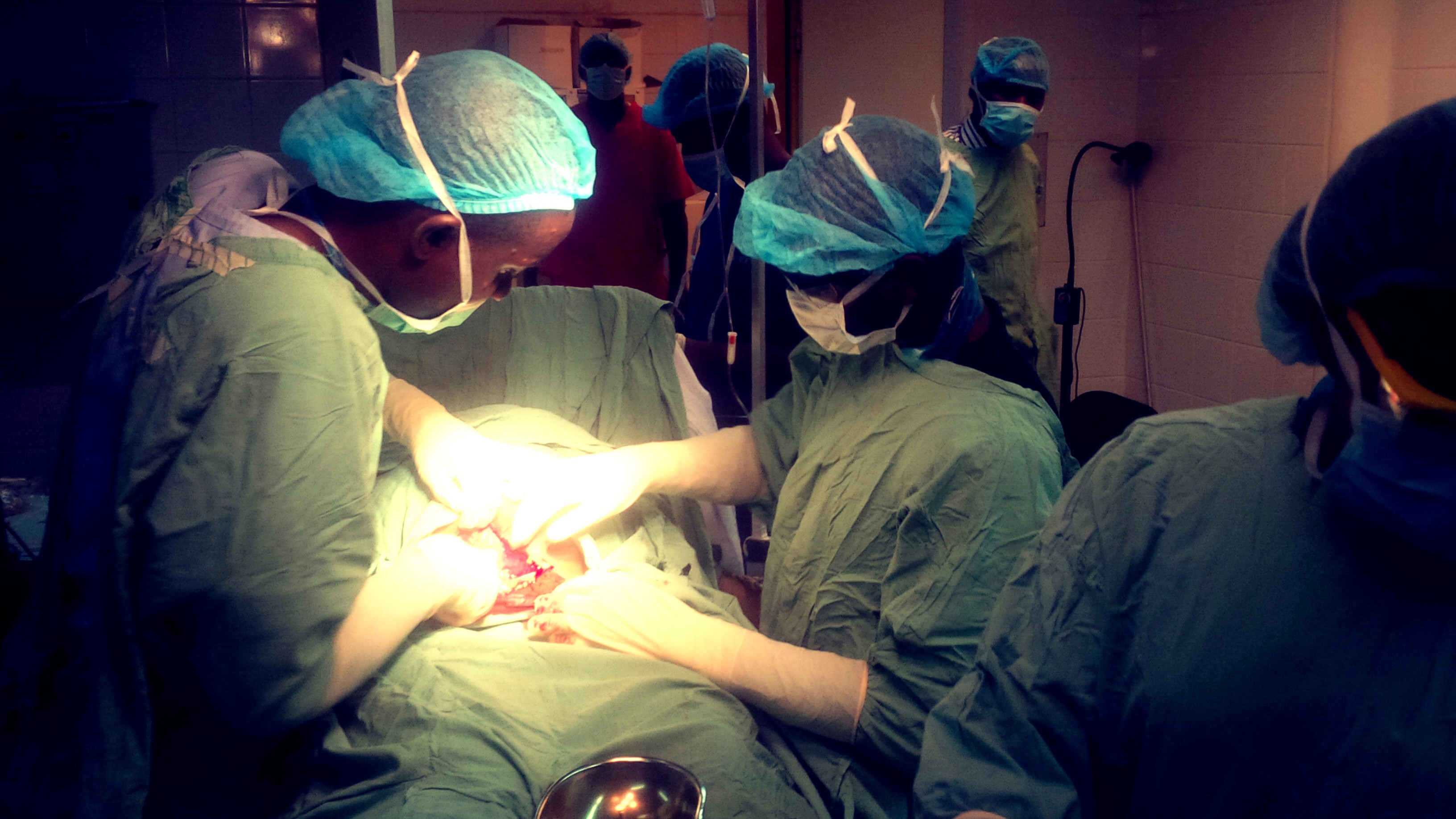
Une césarienne pratiquée en urgence en présence d'un syndrome de souffrance fœtale aigüe.

Durant l'accouchement, la souffrance fœtale chronique passe au second plan. C'est le risque ou la survenue d'une hypoxie aiguë, mettant en danger la vie de l'enfant dans les minutes qui suivent, qui monopolise l'attention des sages femmes et obstétriciens. Le diagnostic de souffrance fœtale aiguë se fait sur divers éléments de surveillance :
- surveillance cardiaque fœtale en continu pendant toute la phase active du travail ;
- oxymétrie transcutanée par voie vaginale en plaçant un capteur sur le scalp de l'enfant à naître ;
- mesure du taux d'acidité du sang fœtal (pH) par microprélèvements sur le scalp fœtal.

La constatation d'une souffrance fœtale aiguë en cours d'accouchement indique l'intervention césarienne si la naissance par les voies naturelles n'est pas possible dans les minutes qui suivent.
Actuellement et depuis 2005 le collège américain de gynécologie obstétrique recommande de remplacer le terme de souffrance fœtale aiguë par l’expression état fœtal non rassurant.